# Distrito de Juan Guerra
El distrito de Juan Guerra es uno de los catorce que conforman la provincia de San Martín, ubicada en el departamento de San Martín en el Nororiente del Perú.

## Geografía
Ubicado a 13 km al sur de la ciudad de Tarapoto, la capital se encuentra situada a 330 m s. n. m. y  a 330 m s. n. m., a 6°36’15” de latitud sur y 76°21’15” longitud oeste.

## Historia
Juan Guerra, hijo de don Jerónimo Guerra,  formó parte de la expedición que al mando del Capitán  Martín de la Riva y Herrera, fundó la ciudad del Triunfo de la Santa Cruz de los Motilones y Lamas.
1.- La primera versión señalan que el nombre de Juan Guerra, lleva en honor a don Juan Guerra, hijo de don Jerónimo Guerra, quien formó parte de la expedición que al mando del Capitán don Martín de la Riva y Herrera, fundó la ciudad del Triunfo de la Santa Cruz de los Motilones y Lamas.
2.- Cuenta la historia que procedente de Moyobamba vino un señor que respondía al nombre de Juan Aguirre, casado con Doña Juana Guerra Aguirre que perseguido implacablemente por sus enemigos y ante la muerte de su esposa en Lamas continúa su fuga por el río Mayo acompañado de su simpática hija llegando hasta la desembocadura del río Cumbaza. Lugar apropiado para vivir con ella, allí construye su choza llamándole “Juan Guerra” en memoria del apellido de su esposa
Fiestas Tradicionales del Distrito Juan Guerra
1. Fiesta Patronal Virgen de las Mercedes:

Es una fiesta religiosa que se celebra el 24 de septiembre de cada año, antiguamente se hacía engalanada de una serie de actos, dando un colorido más expectante a este acontecimiento. 
Iniciaban con el albazo de media noche, acompañado de una banda típica que continuaba hasta el amanecer. El primer cabezón tenía la potestad de coordinar con el resto de los de cabezones para la concentración de los músicos. Los cabezones visitaban a los montañeses que eran en número de 8 personas, encargadas de apoyar a los cabezones en el pago de la misa y al párroco.
Los montañeses recibían el "ucheo" día de la demanda como una retribución a su aporte, que eran platos exquisitos de carne del monte. Decepcionaban la chicha en un envase denominado "mocahua" y el aguardiente en bandeja.
Iniciada la demanda que consiste en recorrer Las calles de casa en casa, cargando en una caja, por uno de los fieles, a la virgen, debidamente adornada. Durante el trayecto los fieles entregaban hilos, huevos, monedas, etc. Que recibía el tesorero de la virgen en una alforja. Esta costumbre perdura todavía hasta la fecha. 
Antiguamente en estas festividades habría un santísimo de oro, que fue donado por un feligrés, y que más tarde fue llevado por un sacerdote, aduciendo darle mayor prestancia, regresando después de varios años el santísimo totalmente modificado ya sin el oro. 
2. Cruz de Mayo:
Una de las fiestas religiosas muy concurridas antiguamente por los moradores, fue “Cruz de Mayo”, lo celebran los días 2 y 3 de mayo en un ambiente de alegría con comidas y bebidas. Esta fiesta consistía en danzar rindiendo culto con fe cristiana a una serie de crucecitas, que colocaba cada creyente en el altar mayor y que cada uno simbolizaba una devoción a fin de que a través de esta peregrinación aumenten sus vacas, cerdos, cosechas, etc. Por cada animal ponían 2 crucecitas y que eran colocadas en cada animal después de la ceremonia. Cuando más cruces ponían, tenían la esperanza de contar con una abundancia de animales, cosechas, etc. 